# 지푸와 친구들
지푸와 친구들은 대한민국의 음악 그룹이다. 2015년 싱글 앨범 [핸즈 업]으로 데뷔했다.

## 음반
- 핸즈 업 (Hands Up) (2015)
- 모두의 마이크 (Everybody's MIC) (2015)
- 다이아몬드 (2015)
- 바람따라 구름따라 (2015)